# Pilcha

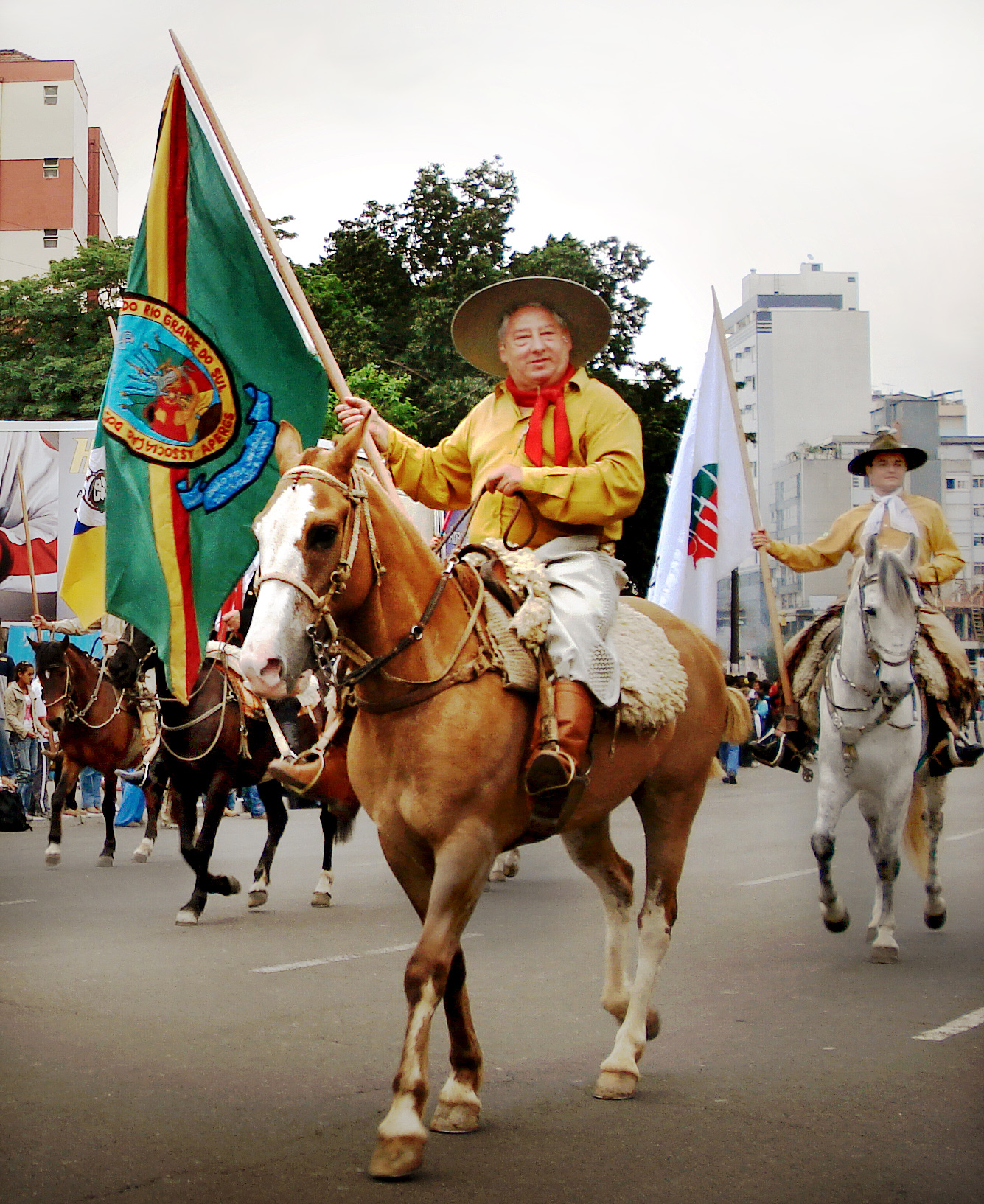
Moacir Milionário, presidente da Associação dos Piquetes do Estado do RS. Desfile Farroupilha 2006.

Pilcha é a indumentária tradicional da cultura gauchesca, utilizada por homens e mulheres de todas as idades. Tanto no Rio Grande do Sul quanto em Santa Catarina e Paraná, é considerada por lei, traje de honra e de uso preferencial inclusive em atos oficiais públicos, desde que se observe as recomendações ditadas pelo Movimento Tradicionalista Gaúcho (MTG). É a expressão da tradição, da cultura e da identidade própria do gaúcho, motivo de grande alegria e celebração em memória do pago.
O origem vem da roupa típica dos espanhóis. Mais concretamente da região de Andaluzia. Depois se foi ampliando com coisas típicas de cada região.

## História
A origem da indumentária gaúcha data dos primórdios da colonização dos pampas e é resultado da união de influências históricas, sociais e culturais adaptadas à realidade, ocupação e trabalho campeiro.
Historicamente a indumentária gaúcha pode ser dividida em quatro fases, existindo para cada uma a peça feminina correspondente.
- Chiripá primitivo (1730-1820)
- Braga (idem)
- Chiripá farroupilha (1820-1865)
- Bombacha (1865 até dias atuais)

## Composição
O MTG, reunido na 67ª Convenção Tradicionalista Gaúcha definiu as diretrizes para a Pilcha Gaúcha. Define três tipos de indumentária igualmente para peões e prendas:
1. Pilcha para atividades artísticas e sociais
2. Pilcha Campeira
3. Pilcha para a prática de esportes (truco, bocha campeira, tava, etc)

### Pilcha masculina
- Bombacha
  - Calça de origem turca,era usada pelos pobres na Guerra do Paraguai. São largas na Fronteira, médias no Planalto e estreitas na Serra, quase sempre com "favos de mel". Necessariamente de cós largo, sem alças para a cinta e com dois bolsos grandes nas laterais. Em ocasiões festivas tem cores claras, sóbrias e escuras para viagens ou trabalho.
- Camisa
  - Cores sóbrias ou claras, com padrão liso ou riscado discreto com gola esporte ou social. Mangas curtas para ocasiões informais ou de lazer e longas para eventos sociais-formais.
- Lenço
  - Atado ao pescoço, de uma ou duas cores ou xadrez miúdo e mesclado. Na cor vermelha, branca, azul, amarelo, encarnado, preto (para luto) e bege. Xadrez de branco e preto é para luto aliviado.
  - Existem diversos tipos diferentes de nó:
    - Comum: Simples e ximango
    - Farroupilha: Três-galhos, amizade, saco-de-touro
    - Pachola: 2 posições - destro e canhoto
    - Republicano: Borboleta e dois-topes
    - Quadrado: Quatro-cantos, rapadura e maragato
    - Namorado: 3 posições - Livre, querendão e apaixonado
    - Crucifixo: Religioso
- Pala
  - Diferentemente do poncho, cuja origem é gauchesca e que serve para proteger apenas do frio e da chuva, o pala tem origem indígena e serve para proteger contra o frio, sendo de lã ou algodão, e de seda para proteger contra o calor.
- Bota
  - O uso de botas brancas é vedado.
- Guaiaca (espécie de cinto)
  - Para guardar moedas, palhas e fumo, cédulas, relógio e até pistola.
- Esporas
  - "Chilenas" ou "nazarenas" de prata ou de outro metal.
- Tirador
  - Para lida campeira, sem enfeites.
- Colete
- Chapéu e barbicacho
  - Usados como proteção contra o sol. Não é recomendado o uso do chapéu em lugares fechados, como no interior de um galpão.
- Paletó
- Faixa
  - Tira de pano, preferencialmente de lã, usada na cintura com o propósito de prender a bombacha.

### Pilcha feminina
Procura não contrastar com o recato da mulher gaúcha, havendo recomendações quanto a mangas, decotes, golas, cabelos, maquiagens, etc.
- Vestido
  - Vestido, saia e casaquinho, de uma ou duas peças, com a barra da saia no peito do pé. Pode ser godê, meio-godê, em panos, em babados, ou evasês.
- Saia de armação
  - Discreta e leve, na cor branca, diferentemente da indumentária típica baiana.
- Bombachinha
  - Ceroulas na cor branca, de comprimento até os joelhos. Pode ser rendada ou não.
- Meias
  - As meias devem ser longas, brancas ou beges, para moças e senhoras, admitindo-se as coloridas discretas para as gurias (mirins). As mais maduras podem usar meias de tonalidades escuras.
- Sapatos
  - Os sapatos (pretos, brancos ou beges) podem ter salto 5 ou meio salto com tira sobre o peito do pé, que abotoe do lado de fora, para moças e senhoras. As gurias (mirins) usarão sapatos com tira sobre o pé, tipo sapatilha. Também podem ser usadas botinhas fechadas atendendo às respectivas descrições.
- Acessórios
  - Permitidos - Fichu de seda com franjas ou de crochê, preso com broche ou camafeu, xale (especialmente para as senhoras), brincos discretos, anéis (um ou dois), camafeu ou broche, capa de lã ou seda, leque, faixa de prenda ou crachá, chapéu (em ambientes abertos).
  - Não permitidos - Brincos de plástico ou similar colorido, relógios e pulseiras, luvas ou meia-luvas e colares. Sombras, batons ou unhas coloridas em excesso, sapatilhas amarradas nas pernas, saias de armação com estruturas rígidas.
- Cabelo
  - O cabelo é solto ou semi-preso , para as prendas mirins e também juvenis mas, e para prendas adultas pode-se usar coque.
- Atualmente, apesar de observar-se mulheres adornadas por bombacha, o costume tem sido criado pela modernidade, e não diz respeito as antigas formas de vestimentas, à mulheres em geral. Entretanto, a cultura gaucha, tal como qualquer outra, está sujeita a mudanças que podem ser observadas no nosso dia a dia.

### Proibido
É vedado para todas as situações, por não fazer parte da indumentária gaúcha
- Bonés e boinas
- Barbicachos exclusivamente de metal
- Chapéus de couro, palha, ou qualquer outro material sintético
- Cinto com rastra (enfeite de metal com corrente na parte frontal)
- Botas de borracha ou de lona